# Monkey D. Luffy
Monkey D. Luffy (/ˈluːfi/ LOO-fee) (Nhật: モンキー・D・ルフィ Hepburn: Monkī Dī Rufi, [ɾɯɸiː]), còn gọi là Luffy "Mũ Rơm" là nhân vật chính trong bộ manga One Piece của Nhật Bản do Oda Eiichiro sáng tạo. Luffy lần đầu ra mắt khi còn là một cậu nhóc có được đặc tính của cao su sau khi vô tình ăn phải Trái Ác Quỷ mà Shanks "Tóc Đỏ" sở hữu.
Monkey D. Luffy là thuyền trưởng của băng hải tặc Mũ Rơm, cậu mơ làm cướp biển từ khi còn bé do ảnh hưởng từ thần tượng và người thầy Shanks "Tóc Đỏ". Năm 17 tuổi, Luffy dong buồm ra khơi từ Biển East Blue tới Đại Hải Trình nhằm truy tìm kho báu huyền thoại, kế thừa danh hiệu "Vua Hải Tặc" của Gol D. Roger.
Cậu đã đối đầu với nhiều kẻ thù, đồng thời hỗ trợ và kết bạn với cư dân của nhiều hòn đảo trên chuyến hành trình của mình. Dẫu thường vui vẻ, khi chiến đấu thì cậu trở nên nghiêm túc và thậm chí là hùng hổ. Luffy sử dụng cơ thể cao su để tập trung sức mạnh, tung ra hàng loạt đòn đánh. Bằng đòn đánh thương hiệu là Gum-Gum Pistol, câu tung ra những nắm đấm vào đối thủ từ khoảng cách xa. Luffy còn trở nên mạnh hơn xuyên suốt bộ truyện nhờ biến đổi cơ thể qua các "Gear" khác nhau. Sức mạnh của Luffy được phản ánh qua mức tiền thưởng truy nã cậu - được dùng để đo mức độ đe dọa của cậu với Chính phủ Thế giới. Cậu là cháu trai của Monkey D. Garp (phó đô đốc Hải quân), con trai Monkey D. Dragon (thủ lĩnh Quân Cách mạng) và có hai người anh kết nghĩa là Portgas D. Ace và Sabo.
Luffy xuất hiện ở đa số các tập phim điện ảnh, truyền hình, tập đặc biệt và OVA ở các bản anime chuyển thể từ manga cùng một số trò chơi video. Nhờ danh tiếng vươn tầm quốc tế của bộ truyện, Luffy là một trong những nhân vật anime và manga dễ nhận biết nhất. Ngoài nhượng quyền One Piece, nhân vật xuất hiện trong một số tác phẩm anime, manga và trò chơi video hợp tác. Đa số giới phê bình dành cho cậu những đón nhận tích cực.

## Sáng tạo và xây dựng nhân vật

### Phát triển
Khi Oda Eiichiro sáng tạo ra Luffy, anh cố hướng tới "nét nam tính" như bộ truyện Dragon Ball của Toriyama Akira. Oda từng nói anh đặt tên nhân vật chính là "Luffy" vì anh thấy nó hợp với cậu. Sau này khi anh biết về thuật ngữ dong buồm "luffing", anh tỏ ra rất vui vì sự trùng hợp này. Ở bộ truyện yomikiri nguyên mẫu "Romance Dawn", Oda điều chỉnh phong cách nghệ thuật và các yếu tố trong cốt truyện trước khi cho ra thành phẩm cuối cùng sau một năm thực hiện, tức chương đầu tiên của One Piece. Ở bản thứ hai của "Romance Dawn", tạo hình của Luffy giống ở đầu bộ truyện. Sau khi thực hiện bộ yomikiri của One Piece, Oda liên hệ với người thầy Watsuki Nobuhiro (trước đó Oda từng hỗ trợ Watsuki làm bộ manga Lãng khách Kenshin). Watsuki hài lòng với khâu xây dựng tính cách của Luffy và khuyên Oda dành chút công điều chỉnh ở phần chính truyện để làm cho độc giả thấy Luffy luôn hành động theo ý chí tự do của riêng cậu. Để lấy lòng độc giả, Oda bổ sung đặc tính cao su cho Luffy để gây hài và cố xây dựng nhân vật thành một người chính trực. Trong lần tái đánh giá, Watsuki thấy rằng các nhân vật như Luffy phản ánh xu hướng các anh hùng không kết liễu kẻ thù của họ, tương tự nhân vật Kenshin Himura của anh.

### Thể hiện
Ở bản gốc Nhật của bộ anime lẫn các phần ngoại truyện của One Piece về sau, người lồng tiếng Luffy là Tanaka Mayumi. Tanaka đã đùa rằng cô hối hận đã góp giọng cho Luffy vì cô là mẹ ngoài đời và Luffy thì nhỏ tuổi quá. Khi được hỏi về phần lồng tiếng, Tanaka cho biết cô "phấn đấu hướng đến thực tế" ở những cảnh mà Luffy nói chuyện cậu đang ăn hay gãi mũi. Ở bộ OVA Defeat the Pirate Ganzack!, người lồng tiếng Luffy là Takano Urara.
Ở các đĩa VCD lồng tiếng Anh của Odex do Voiceovers Unlimited sản xuất, người lồng tiếng Luffy là Chuck Powers (đạo diễn bản tiếng Anh). Ở bản này, tên cậu bị phát âm nhầm thành "Luh-fee" (/ˈlʌfiː/). Người lồng tiếng nhân vật là Erica Schroeder ở các bản lồng tiếng Anh của 4Kids Entertainment trong giai đoạn 2004–2006. Sau khi  Funimation/Crunchyroll giành được giấy phép phân phối nhượng quyền vào năm 2007, Colleen Clinkenbeard trở thành người lồng tiếng Luffy ở mọi sản phẩm Anh ngữ.
Ở bản chuyển thể người đóng của One Piece, Luffy được thể hiện bởi nam diễn viên người Mexico Iñaki Godoy. Godoy và Tanaka cũng lần lượt tái đảm nhận vai Luffy ở các bản chuyển thể lồng tiếng Tây Ban Nha và tiếng Nhật.

## Miêu tả
Luffy thường được nhận diện qua chiếc mũ rơm - món quà do Shanks "Tóc Đỏ" tặng cậu. Lúc nhỏ, cậu mặc áo trắng và quần đùi xanh dương. Nhân vật có một vết sẹo ở dưới mặt trái do chính cậu tự rạch để thể hiện lòng can đảm trước Shanks và băng của anh. Sau này cậu mặc áo vest đỏ, quần đùi denim và đi dép sandal, rồi thay chiếc vest bằng áo khoác thuyền trưởng màu đỏ không cài khuy (để lộ vết sẹo chữ X trên ngực cậu gây ra bởi Akainu) và chiếc khăn màu vàng buộc quanh eo. Trong một buổi phỏng vấn, Oda Eiichiro cho biết quốc tịch ngoài đời thật của Luffy là người Brasil.

### Tính cách
Luffy được miêu tả là một nhân vật vô tư, hóm hỉnh, chẳng lo nghĩ bao giờ, có tham vọng lớn và cực kỳ ham ăn, thường suy nghĩ theo bản năng và ngấu nghiến thức ăn trông rất hài hước. Với tinh thần lạc quan và nhìn chung là tốt bụng, cậu không ngốc như nhiều người lầm tưởng và thường thể hiện sự hiểu biết vượt kì vọng của những nhân vật khác. Kể ca khi hiểm nguy cận kề, Luffy sẵn sàng liều mạng để trở thành Vua Hải Tặc và bảo vệ băng của mình. Cậu là một thuyền trưởng đáng tin cậy và có năng lực, không bao giờ đẩy băng hoặc chính cậu vào hiểm nguy vì kém năng lực. Ở tiểu phần truyện Loguetown, Smoker (phó đô đốc hải quân lúc ấy) cho rằng Luffy "thích giả ngu", thì Luffy đáp lại bằng nụ cười bí hiểm.
Luffy tuyển mộ Chopper và Brook vào băng không chỉ vì ngoại hình và tính cách của họ, mà còn bởi khả năng đọc người theo bản năng. Luffy cần những vị trí quan trọng trong băng (như Sanji làm đầu bếp, Nami làm hoa tiêu, Chopper làm bác sĩ, Brook làm nhạc công, còn Franky làm thợ đóng tàu). Ở đầu truyện, cậu chia sẻ rằng mình muốn ít nhất mười thành viên trong băng với những năng lực mà cậu thấy cần thiết cho mục tiêu của mình. Bất chấp tính cách vô tư của Luffy, từng thành viên đều tôn trọng cậu theo cách của riêng họ. Luffy hiếm khi lo lắng về hậu quả những hành động của mình, làm những gì mà cậu thấy là đúng vào lúc đó, ngay cả khi nó liên đới tới một thế lực hùng mạnh. Cậu là một thuyền trưởng cực kỳ trung nghĩa, xuyên suốt bộ truyện cậu thể hiện rằng mình sẵn sàng liều mạng vì hạnh phúc của các thành viên trong băng.

### Năng lực

#### Trái Ác Quỷ
Luffy sở hữu đặc tính của cao su là do cậu đã ăn một trái ác quỷ tên là Trái Gum-Gum. Nó vừa mang lại cho cậu cơ thể giống cao su, vừa giúp cậu miễn nhiễm với các đòn tấn công điện và đa số các đòn tấn công sức lực, song lại dễ bị đả thương bởi các đòn tấn công bằng vật thể hoặc vũ khí sắc nhọn (như kiếm, giáo). Năng lực trái ác quỷ giúp cậu có thể co giãn cơ thể theo ý mình. Cậu sử dụng năng lực đàn hồi để làm tăng tốc toàn bộ cơ thể, tung ra các cú đấm, đá, húc đầu và nhiều đòn tấn công đa dạng khác xuyên suốt tác phẩm. Dẫu vậy như những người ăn Trái Ác Quỷ khác, cậu không thể bơi; khi chìm xuống nước hoặc tiếp xúc với Hải Lâu Thạch, cậu mất sức mạnh và chẳng thể di chuyển được. Ngoài sức mạnh của Trái Ác Quỷ, cậu còn sở hữu sức mạnh, sức bền, tốc độ, phản xạ, nhanh nhẹn và thể lực rất khủng.
Đòn tấn công thương hiệu của Luffy là Gum-Gum Pistol (ゴムゴムの銃 Gomu Gomu no Pisutoru), một đòn đấm mà cậu học được trong những năm tháng tập luyện. Sau đó Luffy phát triển một kỹ thuật nữa là Gear 2 (ギア2 Gia Sekando), giúp tăng cường sức mạnh và tốc độ trong một khoảng thời gian ngắn nhưng làm cơ thể quá tải và có thể rút ngắn tuổi thọ nếu sử dụng quá lâu. Nhờ quan sát kỹ thuật Shave (剃 Soru) của CP9, Luffy điều chỉnh chiêu thức hợp với cơ thể cao su của mình và cả đòn tấn công của bọn sát thủ. Một kỹ thuật khác là Gear 3 (ギア3 Gia Sādo) sử dụng không khí trong xương cậu để tung đòn đánh nhưng sau lại làm cậu co bé lại. Luffy có thể sử dụng cùng lúc các kỹ thuật kể trên. Sau hai năm time skip, cậu kiểm soát các kỹ thuật này tốt hơn và không bị nhược điểm của chúng ảnh hưởng nữa.
Luffy phát triển một kỹ thuật nữa là Gear 4 (ギア4 Gia Fōsu) (tương tự Gear 3), làm phồng cơ bắp bằng không khí để tăng kích thước cơ thể (ngoại trừ chân), đồng thời phủ các chi bằng Haki Vũ Trang. Trái ngược với Gear 2 và Gear 3, Luffy tận dụng lực nén thay vì duỗi ở các đòn đánh, cậu nén rồi thả lỏng các chi để tung ra những đòn có sát thương lớn. Lực đá của cậu mạnh đến mức cậu dùng chúng để bay theo kiểu tương tự như kỹ thuật Moon Walk (月歩 Geppō) của CP9.
Về sau, truyện tiết lộ tên thật của Trái Gum-Gum là "Trái Human-Human, Mẫu: Nika", một Trái Ác Quỷ hệ Zoan Thần thoại có thể làm Luffy thức tỉnh, tăng cường sức mạnh và tự do trong cơ thể cao su của cậu, biến cả môi trường và vật thể khác thành cao su và chỉ bị hạn chế bởi trí tưởng tượng của người dùng. Vì lý do này mà người dùng được xem là "hiện thân của tự do", có thể mang đến niềm vui cho những người xung quanh và trở thành "thứ sức mạnh lố bịch nhất thế giới". Ở dạng Gear 5 (ギア5 Gia Fifusu), tóc và quần áo của Luffy cũng chuyển thành màu trắng. Chính phủ Thế giới đã đổi tên nó nhằm xóa đi cái tên gốc của trái này khỏi lịch sử và tái phân loại nó thành Paramecia nhằm che giấu bản chất thật sự của nó. Trái Ác Quỷ ấy ban đầu vốn là kho báu mà Chính phủ Thế giới truy tìm trong hơn 800 năm cho đến khi nó bị Shanks Tóc Đỏ cướp mất. Theo lời Ngũ Lão Tinh, trước Luffy thì chưa có ai đánh thức được Trái Ác Quỷ này.

#### Haki
Luffy có thể sử dụng năng lực Haki (覇気 (Bá khí)). Năng lực này có ba loại: Haki Vũ Trang (武装色の覇気 Busōshoku no Haki), một loại sức mạnh giống như áo giáp, có thể khuếch đại sự phòng thủ và lực các đòn đánh, làm vô hiệu năng lực phòng vệ của người dùng Trái Ác Quỷ, tạo điều kiện tiếp xúc thân thể và gây sát thương; Haki Quan Sát (見聞色の覇気 Kenbunshoku no Haki), tức giác quan thứ sáu có thể đọc vị chuyển động của đối tượng và phát hiện sự hiện diện của họ và Haki Bá Vương (覇王色の覇気 Haōshoku no Haki), có thể làm người hoặc động vật có ý chí yếu đuối ở gần bất tỉnh. Luffy học được toàn bộ các loại Haki ấy và dùng chúng để cải thiện các đòn tấn công. Nhờ lần chạm trán với Magellan, cậu còn phát triển năng lực nhiễm độc (dẫu cho chất độc mạnh có thể tác động đến cậu, song ngấm rất chậm). Trong trận đánh với Charlotte Katakuri, Luffy học được dạng Haki Quan Sát cấp cao (gọi là Thấu Thị Tương Lai) để thấy trước được vài giây trong tương lai. Trong quãng thời gian bị giam ở ngục Udon tại Wano, Luffy đã lĩnh hội được hai dạng Haki Vũ Trang cấp cao mới. Dạng đầu tiên gọi là Emission, cho phép bắn ra được luồng Haki ngắn từ xa, còn dạng kia được gọi là Internal Destruction, có thể thâm nhập cơ thể hoặc vật thể bên trong đối phương và phá hủy từ bên trong. Trong trận đánh với Kaido trên đỉnh Onigashima, Luffy khai mở dạng Haki Bá Vương cấp cao. Đây là năng lực bao phủ toàn bộ cơ thể cậu (giống Haki Vũ Trang), có thể tăng cường các đòn đánh của cậu mạnh hơn nữa.

### Tiền truy nã
Xuyên suốt One Piece, mức tiền truy nã Luffy liên tục tăng khi cậu chạm trán với những tên hải tặc ngày càng mạnh, thể hiện sự khét tiếng của cậu trong thế giới One Piece. Sau khi đánh bại Buggy, Don Krieg và Arlong ở East Blue (đều diễn ra đầu truyện), mức tiền truy nã Luffy ban đầu là 30 triệu Berry. Tính đến sự kiện timeskip chính trong One Piece, con số này đã tăng vọt lên 400 triệu Berry sau khi cậu đả bại một số Thất Vũ Hải, gây náo loạn tại Enies Lobby và cứu Nico Robin. Ở các tiểu phần hiện tại, tổng mức tiền truy nã Luffy đã tăng lên 3 tỷ Berry sau khi cậu trở thành một trong "Tứ Hoàng ở Tân Thế Giới."

## Xuất hiện

### One Piece
Luffy lần đầu xuất hiện lúc còn nhỏ ở Làng Windmill, nằm tại Vương quốc Goa. Tại đây cậu kết bạn với hải tặc Shanks "Tóc Đỏ" và muốn làm hải tặc giống anh. Cậu vô tình ăn phải Trái Ác Quỷ Gum-Gum và có được sức mạnh cao su, tuy nhiên cái giá phải trả là không thể bơi. Sau đó Shanks cứu Luffy khỏi bị Hải Vương (một con quái vật biển khổng lồ) ăn thịt, song phải trả giá bằng việc mất cánh tay trái. Trước khi rời Làng Windmill, Shanks tặng Luffy chiếc mũ rơm quý giá của mình, với điều kiện là cậu sẽ trở thành một hải tặc vĩ đại trong tương lai rồi trả nó cho anh. Mười năm sau, Luffy rời làng trên một chiếc thuyền đánh cá nhỏ để tìm kiếm kho báu huyền thoại 'One Piece' và trở thành Vua Hải Tặc tiếp theo. Cậu lần lượt gặp kiếm sĩ Roronoa Zoro, hoa tiêu kiêm đạo tặc Nami, tay thiện xạ và kẻ chuyên nói dối hèn nhát Usopp và vị đầu bếp hào hiệp Sanji, rồi cậu mời họ vào băng, đồng thời mua một con tàu đặt tên là Going Merry. Luffy cũng chạm trán và đánh bại những tên hải tặc đứng đầu East Blue là Hề Buggy, Don Krieg và Người Cá Arlong, qua đó lần đầu được Hải quân treo tiền thưởng truy nã.
Băng tiến vào vùng Đại Hải Trình đầy rẫy hiểm nguy trên con tàu Going Merry. Luffy gặp gỡ và đề nghị giúp đỡ Công chúa Nefertari Vivi của Alabasta đến quê nhà cô để ngăn chặn một vụ nổi loạn do Sir Crocodile (thành viên Thất Vũ Hải và thủ lĩnh tổ chức tội phạm Baroque Works) cầm đầu. Trên đường đi, Nami đổ bệnh nặng và băng đi tìm một vị bác sĩ trên Đảo Drum mùa đông. Sau khi chữa khỏi cho Nami, vị bác sĩ tuần lộc Tony Tony Chopper gia nhập băng Mũ Rơm. Sau khi đặt chân đến Alabasta, Luffy có màn tái ngộ ngắn ngủi với anh trai kết nghĩa Portgas D. Ace, chỉ huy của một hạm đội thuộc băng Hải tặc Râu Trắng và đang săn lùng Râu Đen. Luffy đánh bại được Crocodile, dẫu vậy cậu bị Chính Phủ Thế Giới cấm đăng tin về hành động của cậu trong vụ này. Kế đến Luffy chấp nhận người cộng sự bí ẩn của Crocodile là Nico Robin làm nhà khảo cổ cho băng của mình.
Kiến thức của Robin khiến cô cảnh báo băng về sự tồn tại của Đảo Trên Trời. Luffy đụng độ Râu Đen — song lại không biết tên của y. Râu Đen khích lệ Luffy đi tìm Đảo Trên Trời, nói rằng giấc mơ của hải tặc sẽ không bao giờ chết. Băng thành công tìm ra cách lên Skypiea, rồi họ bị kéo vào cuộc chiến tranh giành quyền cai trị vùng đất diễn ra hơn 400 năm. Luffy kết thúc cuộc chiến khi đả bại thần Enel.
Sau khi hạ cánh trở về Blue Seas, con tàu Going Merry bị hư hại nặng và Luffy phải đi tìm thợ đóng tàu để sửa chữa nó. Cậu chạm mặt Phó đô đốc Hải quân Aokiji và bị ông đánh bại dễ dàng, song ông lại cho phép băng tiếp tục cuộc hành trình. Băng đặt chân đến Water 7, hòn đảo tập hợp những thợ đóng tàu giỏi nhất thế giới, và ở nơi đây Robin bí mật rời đi với các thành viên của tổ chức tình báo Cipher Pol No. 9 (CP9) trực thuộc Chính Phủ Thế Giới. Băng của Luffy liên minh với thợ đóng tàu cyborg Franky (dẫu ban đầu họ là kẻ thù) và tấn công tòa án Enies Lobby của Chính Phủ Thế Giới để giải cứu cô. Robin tiết lộ quá khứ vốn bị Chính Phủ Thế Giới truy lùng, song băng Mũ Rơm đã tuyên chiến với Chính Phủ để khẳng định sự gắn bó của họ với cô. Sau khi đánh bại CP9 và thoát khỏi Enies Lobby, Luffy gặp gỡ ông nội mình là Phó đô đốc Hải quân Monkey D. Garp. Garp kể cho cậu nghe rằng Shanks và Râu Trắng là hai Tứ Hoàng, tức những hải tặc mạnh nhất ở nửa sau Đại Hải Trình. Luffy bất ngờ khi biết từ Garp rằng thủ lĩnh của Quân Cách Mạng, tổ chức tìm cách lật đổ Chính Phủ Thế Giới, chính là Monkey D. Dragon, tức cha của Luffy.
Trên đường đến Đảo Người Cá bằng con tàu mới mang tên Thousand Sunny mà Franky mới chế tác, Luffy gặp gỡ nhạc công trong hình hài bộ xương tên Brook. Brook nhận lời của Luffy để gia nhập băng, song lại từ chối vì bóng của ông đã bị đánh cắp. Để đoạt lại bóng của Brook, họ đánh bại một trong Thất Vũ Hải là Gecko Moria, rồi Brook trở thành nhạc công của băng như Luffy hằng mong đợi.
Để tới được Đảo Người Cá, băng phải đi đường vòng qua Quần đảo Sabaody. Lúc này Luffy đã trở nên nổi tiếng toàn cầu, nằm trong số các tân binh hải tặc khét tiếng với mức tiền truy nã hơn 100 triệu Berry. Những tân binh này được gọi là Siêu Tân Tinh, ngoài Luffy còn có Zoro, Trafalgar Law, Eustass Kidd và Capone "Gang" Bege. Cựu thuyền phó của Băng hải tặc Roger đã giải nghệ, Silvers Rayleigh có thiện cảm với Luffy và đồng ý tráng tàu Thousand Sunny để đưa nó vào sâu đại dương. Tuy nhiên, kế hoạch gặp trục trặc sau khi Luffy tấn công một Quý Tộc Thế Giới vì đã làm hại một người bạn, rồi các thành viên của Băng Mũ Rơm dễ dàng bị Đô đốc Kizaru đánh bại và mỗi người bị Thất Vũ Hải Bartholomew Kuma dịch chuyển tới những vùng khác nhau trên khắp thế giới.
Khi bị mắc kẹt trên Amazon Lily (hòn đảo do Thất Vũ Hải Boa Hancock cai trị), Luffy làm cô ấn tượng bằng lòng dũng cảm và vị tha của cậu. Trong lúc ở Amazon Lily, Luffy biết được rằng anh trai Ace đã bị Râu Đen đánh bại rồi bị giao cho Chính Phủ Thế Giới chuẩn bị xử tử. Hancock hỗ trợ cậu thâm nhập vào nhà tù ngầm Impel Down để giải cứu Ace. Bên trong nơi đó, cậu gặp gỡ các kẻ thù cũ và đồng minh mới, như cựu Thất Vũ Hải Crocodile và cựu thuyền trưởng băng Arlong là Jinbei. Cùng với Buggy và các thành viên của Quân Cách Mạng, Luffy giải phóng cho các tù nhân, song Ace đã bị chuyển đi Marineford để xử tử. Luffy và Buggy dẫn đầu nhóm tù nhân dấn thân vào cuộc chiến ở Marineford giữa hải quân và lực lượng của Râu Trắng. Cuối cùng Râu Trắng bị ấn tượng trước tinh thần của Luffy và lệnh cho các thuộc hạ trực tiếp hỗ trợ cậu. Dẫu được giải thoát, song Ace đã hi sinh tính mạng để cứu Luffy khỏi Đô đốc Akainu. Luffy bị tổn thương nặng nề, rồi cậu cùng Jinbei được Trafalgar Law sơ tán khỏi Marineford.
Trở lại Amazon Lily, Luffy nhớ về lần đầu gặp Ace. Sau khi Shanks rời Làng Windmill, ông nội của Luffy là Garp giao cậu cho người bạn sơn tặc Curly Dadan chăm sóc. Luffy kết bạn với Ace và Sabo và họ trở thành những người anh của cậu, song lúc ấy Sabo tưởng như đã bị một Quý Tộc Thế Giới sát hại. Sau khi trở về Marineford để gửi thông điệp ẩn cho băng của mình, Luffy tập luyện với Rayleigh trên Đảo Ruskaina để học Haki.
Hai năm sau, Băng Mũ Rơm đoàn tụ và cuối cùng tới được Đảo Người Cá. Nhóm của Luffy gặp Jinbei và công chúa Shirahoshi của đảo quốc. Họ bị lôi kéo vào cuộc chiến giành quyền kiểm soát hòn đảo với tên Người Cá thượng đẳng Hody Jones. Băng của cậu và Jinbei lên kế hoạch đánh bại Hody và băng của y nhằm làm giảm mâu thuẫn chủng tộc giữa con người và người cá. Sau khi Hody thất bại, Jinbei hứa sẽ vào băng Mũ Rơm vào một ngày không xa và Đảo Người Cá tìm cách tham gia hội nghị thượng đỉnh Reverie giữa các vị vua loài người - được tổ chức bốn năm một lần. Luffy biết được tin Akainu được thăng làm Thủy sư đô đốc hải quân, còn Râu Đen thay thế Râu Trắng ở vị trí trong hàng ngũ Tứ Hoàng. Luffy bắt đầu màn đối địch với Tứ Hoàng Big Mom nhằm giành quyền kiểm soát Đảo Người Cá. Băng rời khỏi đáy đại dương và đi tới hòn đảo bí mật Punk Hazard ở Tân Thế Giới.
Sau khi đặt chân đến Punk Hazard, một nửa băng bị Caesar Clown (thuộc hạ của Thất Vũ Hải và nhà môi giới ngầm Donquixote Doflamingo) bắt giữ. Băng của Luffy liên minh với Trafalgar Law (Thất Vũ Hải đương nhiệm) - anh đang lên kế hoạch bắt cóc Caesar nhằm phục vụ kế hoạch lật đỏ Doflamingo và sau đó là khách hàng của y - Tứ Hoàng Kaido. Vị samurai từ Wano Quốc là Kinemon và Momonosuke cũng vào liên minh để đi tới Dressrosa - vương quốc do Doflamingo cai trị.
Với việc bắt Caesar làm con tin, liên minh đổ bộ lên Dressrosa - nơi đây Luffy đăng ký tham gia một giải đấu để giành Trái Ác Quỷ của Ace. Tại đây, cậu phát hiện ra Sabo vẫn còn sống và hiện hoạt động cho Quân Cách Mạng. Sabo vô địch giải đấu và với sự ủng hộ của Luffy, Sabo đã ăn Trái Ác Quỷ của Ace. Do âm mưu của Doflamingo, một vài thành viên trong băng bị buộc phải sơ tán tới đảo Zou. Luffy cùng các thành viên còn lại buộc phải liều mạng chiến đấu khi họ khám phá ra sự thật về các hoạt động của Doflamingo - y có định tiêu diệt tất cả mọi người ở Dressrosa nhằm che giấu sự thật về ách cai trị của y. Với sự hỗ trợ của các thí sinh cùng từng dự thi giải đấu, Luffy đánh bại được Doflamingo. Sau đó, bảy băng hải tặc tuyên thệ lòng trung thành với Luffy, bất chấp bị cậu phản đối, họ vẫn ăn mừng kỷ niệm thành lập Đại Hạm đội Mũ Rơm.
Sau đó, các thành viên còn lại của Băng Mũ Rơm cùng bạn bè đặt chân đến Zou và biết được nó đã bị quân đội của Kaido tàn phá. Luffy cũng biết tin Sanji (từng trong nhóm thành viên đầu tiên đến Zou) đã bị gia đình ép phải kết hôn sắp đặt với con gái của Tứ Hoàng Big Mom. Băng được Tộc Mink kể về các Phiến đá chỉ đường Poneglyph và mối liên hệ của chúng với hỏn đảo cuối Laugh Tale (nơi cất giữ One Piece). Một liên minh giữa Samurai, Mink, Băng Mũ Rơm và Law được lập ra để đánh bại Kaido - kẻ cai trị Wano qua một Shogun bù nhìn.
Trước khi tấn công Wano, nửa băng cùng hai chiến binh của Tộc Mink - Pedro và Carrot xâm nhập vào vùng lãnh thổ Tottoland của Big Mom vừa để đưa Sanji về, vừa sao chép dòng chữ trên Phiến Poneglyph mà Big Mom đang nắm giữ. Luffy và Sanji biết được đám cưới là một cái bẫy được dàn dựng để ám sát gia đình Sanji và đánh cắp công nghệ cao của họ, đồng thời Brook kịp đánh cắp bản in chữ viết khắc trên Phiến Poneglyph. Băng đoàn tụ với Jinbei, song ông tiết lộ là mình mắc nợ Big Mom, nhưng định đào tẩu sang băng của Luffy. Họ liên minh với Capone Bege nhằm ám sát Big Mom tại đám cưới, song kế hoạch bất thành. Khi cả băng tìm đường chạy trốn, Luffy đánh bại Tư lệnh Charlotte Katakuri của Big Mom, đồng thời phát hiện ứng dụng cấp cao của Haki Vũ Trang trong lúc chiến đấu. Jinbei chính thức vào băng Mũ Rơm, song xin ở lại để hỗ trợ các đồng đội cũ ở băng Người Cá nhằm cầm chân băng Big Mom, tạo điều kiện cho băng của Luffy chạy trốn.
Những tin tức về cuộc chạm trán của Luffy với Big Mom và tiết lộ về sự ra đời Đại hạm đội Mũ Rơm làm cho mức tiền truy nã Luffy tăng phi mã. Trong lúc ấy, băng Mũ Rơm bị chia tách khi đến Wano Quốc. Luffy kết bạn với người dân với hứa sẽ giúp cải thiện cuộc sống của họ. Sau khi Kaido tấn công người bạn Tama, Luffy tuyên chiến với Tứ Hoàng song bị đánh bại rồi bị tống vào ngục. Tái đây, cậu hội ngộ với Eustass Kid và tập luyện dưới sự chỉ dẫn của Hyogoro Hoa, cậu học được một dạng Haki Vũ Trang mới có thể gây sát thương cho Kaido. Các đồng minh của Luffy cướp ngục và lập kế hoạch tấn công đảo Onigashima (nơi Kaido trú ngụ). Jinbei tới được Wano vào đêm diễn ra Hội Lửa thường niên của Wano, một liên minh giữa băng Mũ Rơm, Heart và Kid, nhóm thuộc hạ của Kozuki Oden và một đội quân samurai đã tiến hành cuộc đột kích vào Onigashima. Luffy chạm trán Kaido trong nhiều cuộc đấu, đẩy ông ta tới giới hạn của mình. Ngũ Lão Tinh cử CP0 tới can thiệp vào trận chiến vì lo sợ hậu quả xấu nếu băng Luffy giành chiến thắng. Mặc dù dính một đòn chí mạng từ Kaido, sự kích thích giữa lằn ranh sinh tử đã đánh thức Trái Ác Quỷ của Luffy—giờ đây nó được tiết lộ và Trái Human-Human thần thoại, Mẫu: Nika. Ở dạng biến hình mới gọi là "Gear Fifth", Luffy có thể chiến đấu ở bất kỳ hình dạng nào cậu thích và thành công áp đảo được Kaido, đả bại y và giải phóng Wano khỏi ách thống trị của y. Một tuần sau các sự kiện này, Luffy được phong làm Tân Tứ Hoàng.
Sau khi rời Wano, băng Mũ Rơm tiến đến đảo Egghead (nơi sinh sống của nhà khoa học hàng đầu của Chính Phủ Thế Giới, Tiến sĩ Vegapunk). Jewelry Bonney cũng đến nơi này nhằm báo thù cho cha cô Kuma bị Vegapunk thí nghiệm biến thành người máy. Vegapunk thừa nhận đã nghiên cứu Thế Kỷ Trống bị cấm và đề xuất băng Mũ Rơm giúp ông tránh khỏi bị CP0 ám sát. Tình hình trên đảo leo thang khi CP0 báo cho Chính Phủ Thế Giới về sự hiện của Luffy và Thánh Jaygarcia Saturn đích thân đến đảo tiêu diệt cậu với sự hỗ trợ của Kizaru.

### Trong các tác phẩm khác
Luffy đã góp mặt trong mọi trò chơi video của One Piece cho đến nay, bao gồm cả  Jump Super Stars và Jump Ultimate Stars, cũng như xuất hiện trong trò chơi crossover Dragon Ball Z-One Piece-Naruto mang tên Battle Stadium D.O.N. Luffy, Son Goku và Uzumaki Naruto là các hình đại diện trong trò chơi nhập vai trực tuyến nhiều người chơi Second Life nhằm phục vụ chiến dịch quảng bá "Jumpland@Second Life" của Jump Festa. Luffy còn được nhắc đến trong một số bài hát. Cậu hát về việc trở thành hải tặc bị truy nã trong "Wanted!" và về One Piece trong "Every-One Piece!" Luffy là nhân vật người chơi chính trong trò chơi crossover J-Stars Victory VS. Luffy cùng một số nhân vật khác tham gia cùng dàn nhân vật của Dragon Ball trong tác phẩm ngoại truyện mang tên Cross Epoch. Ngày 3 tháng 4 năm 2011, Luffy và các nhân vật chính khác của One Piece hiện diện trong tập đâu tiên của bộ anime truyền hình và chương truyện manga crossover Toriko. Luffy có màn xuất hiện khách mời trong tập truyện To Love-Ru đăng trên Weekly Shonen Jump, còn Gum-Gum được nhắc đến ở tập 50 của bộ anime truyền hình Gintama.

## Đón nhận

### Đánh giá chuyên môn
Theo Mike McFarland và Christopher Sabat của Funimation Entertainment, Luffy dễ mến hơn cả Son Goku của Dragon Ball. Joe McCulloch thích Luffy hơn Uzumaki Naruto từ bộ truyện cùng tên vì Luffy "đã vất vả vô cùng" để đạt được mục tiêu sau khi vô tình có được sức mạnh. Luffy nhận được những lời khen ở một số ấn phẩm. T.H.E.M. Anime Reviews ví Luffy là "gã khờ dễ thương" và một kẻ mơ mộng với tinh thần lạc quan dễ tác động tới người khác. Trong bài đánh giá One Piece The Movie: Dead End no Bōken - bộ anime điện ảnh thứ tư của One Piece, The Star Online miêu tả cậu là "một chiến binh khờ khạo và xuất chúng". Takahashi Rika của EX cho rằng sức mạnh co giãn của Luffy làm cho One Piece khác biệt so với "manga phiêu lưu theo khuôn mẫu cũ" và nhiều bộ "manga [sic] thiên về cận chiến" khác, đem lại cho bộ truyện "sự mới mẻ và thú vị". Cây viết Zac Bertschy của Anime News Network (ANN) thấy Luffy làm anh gợi nhớ đến cá tính và thần thái của nhân vật Himura Kenshin trong Lãng khách Kenshin, nhưng vẫn thấy cậu thật thú vị. Bryce Coulter của Mania Entertainment ví Luffy là một "người hùng shonen vĩ đại". Carl Kimlinger của ANN viết: "Luffy của Colleen Clinkenbeard tiếp tục hấp dẫn người ta theo năm tháng".

### Độ nổi tiếng
Luffy dẫn dầu ở mọi cuộc bầu chọn các nhân vật chính thức của One Piece. Hai nhân vật chính duy nhất xếp đầu ở mọi cuộc bầu chọn độ nổi tiếng ở truyện của họ là Luffy và Sakata Gintoki. Trong The 1st Global One Piece Characters Popularity Poll, cuộc thăm dò ý kiến chính thức mới nhất về One Piece thu hút hơn 12 triệu lá phiếu từ khắp nơi trên thế giới, Luffy dẫn đầu danh sách với tổng cộng số phiếu bầu là 1.637.921.
Khách hàng của NTT lựa chọn Luffy là nhân vật nam tóc đen yêu thích nhiều thứ hai của họ trong anime. Kỹ thuật Gum-Gum Gatling dẫn đầu hạng mục dành cho nam trong một cuộc khảo sát về những động tác phổ biến nhất trong anime và manga. Thậm chí Luffy còn được đề cử hạng mục Nam nhân vật xuất sắc tại lễ trao Giải thưởng Quảng bá Hoạt hình Nhật Bản 2008. Cậu đứng thứ 22 trong danh sách top 25 nhân vật anime đỉnh nhất mọi thời đại của Chris Mackenzie (IGN). Trong chương trình truyền hình đặc biệt của Nhật Bản từ tháng 8 năm 2017, Luffy được bầu là "người hùng" mạnh thứ tám ở thời Chiêu Hòa cũng như là mạnh thứ tư ở thời Bình Thành.
Luffy xuất hiện trên vô số tạp chí, chương trình truyền hình và manga của Nhật Bản. Luffy là nhân vật manga đầu tiên được lên bìa tạp chí thời trang Men's Non-No trong suốt lịch sử 24 năm hoạt động của ấn phẩm, quần áo của cậu do Mita "Miter" Shinichi thiết kế. Cậu cũng xuất hiện bìa của tạp chí thời trang danh tiếng ELLE MEN cùng Roronoa Zoro sau màn hợp tác giữa One Piece và Gucci. Cậu xuất hiện dưới dạng CGI trong loạt phim truyền hình người đóng chiếu nửa năm mang tên Yo nimo Kimyō na Monogatari nhằm kỷ niệm 25 ra mắt loạt phim. Cậu xuất hiện cùng nam diễn viên và người mẫu Nhật Bản Abe Hiroshi. Phiên bản mặc trang phục của Luffy cùng Goku đã xuất hiện tại gala giải Emmy Quốc tế lần thứ 39 ở New York và họ đứng trên sân khấu ở phần trao giải Children & Young People (Thiếu nhi và Thanh thiếu niên), giải thưởng được trao cho chương trình thiếu nhi ¿Con Qué Sueñas? (Giấc mơ của bạn là gì?) của Chile. Ở chương cuối của Naruto, Uzumaki Boruto vẽ Luffy dưới dạng di sản của cậu và bộ truyện. Ở một bộ manga của Weekly Shonen Jump, Tsugihagi Hyouryuu Sakka (nhân vật có ngoại hình giống Luffy) nói "Thay vì nói cái bạn ghét, hãy nói cái bạn thích đi!". Ở bộ manga One Piece, Luffy có trích lại câu này nhưng sửa thành "Thay vì nói cái bạn thích, hãy nói cái bạn ghét đi!" Meme này đã được nhắc đến trong trò chơi đối kháng crossover J-Stars Victory VS. Toei Animation là đơn vị tài trợ đội bóng chuyền Pallavolo Modena của Ý vào năm 2008. Bộ đồng phục đen của Pietro Rinaldi và Edoardo Ciabattini được trang trí bằng hình ảnh Luffy ở mặt trước.
Kawamura Takashi (thị trưởng thành phố Nagoya ở Nhật Bản) đã cosplay Luffy để chào đón lễ hội World Cosplay Summit lần thứ 10, quy tụ 40 cosplayer từ 20 quốc gia và vùng lãnh thổ trên toàn thế giới đến tranh tài. Ngoài ra, nữ diễn viên và người mẫu nổi tiếng Nhật Bản Hashimoto Kanna từng cosplay Luffy nhân dịp kỷ niệm 18 năm ra đời bộ manga One Piece. Cô hóa trang thành Luffy (dù theo lối nữ tính) ở số báo tổng hợp 37-38 của Weekly Shonen Jump.
Vận động viên Miltiadis Tentoglou của Hy Lạp đã tạo dáng Gear 2 của Luffy trong màn xuất hiện trước thềm chung kết Nhảy Xa tại Thế vận hội Tokyo 2020 và giành tấm huy chương vàng. Một chủ nhân tấm huy chương vàng khác là Massimo Stano đã tạo dáng Gear 3 của Luffy ngay khi anh vừa chạm vạch đích. Ngoài ra còn có cầu thủ bóng đá của giải Major League Soccer, Nicolas Benezet bắt chước tư thế Gear 2 của Luffy sau khi ghi một bàn vào đêm Chủ Nhật ở trận đầu đầu tiên của anh với Seattle Sounders FC. Nam diễn viên nổi tiếng Trung Quốc Tiêu Chiến chia sẻ trong buổi phỏng vấn rằng anh muốn giống như Luffy. Anh ngưỡng mộ Luffy vì: "cậu ấy làm việc chăm chỉ hiện thực hóa lý tưởng của mình và bất chấp luôn đương đầu với khó khăn, cậu không bao giờ bỏ cuộc". Gear 5 được Polygon tán dương là một trong những tư thế cường hóa tiêu biểu nhất trong anime nhờ có khả năng xử lý chuyển động của Luffy, lúc mà cậu bắt đầu hành động như hoạt hình Looney Tunes và trở nên độc nhất vô nhị trong chiến đấu.